# La Vie de Nelly
Pour plus de détails, voir Fiche technique et Distribution.
La Vie de Nelly (Nelly's Folly) est un court métrage d'animation de la série américaine Merrie Melodies réalisé par Chuck Jones, Abe Levitow et Maurice Noble, produit par les Warner Bros. Cartoons et sorti en 1961.